# Milići (Republika Serbska)
Milići (cyr. Милићи) – miasto w Bośni i Hercegowinie, w Republice Serbskiej, siedziba gminy Milići. W 2013 roku liczyło 2151 mieszkańców.